# Guraidhoo (Kaafu-atol)
Guraidhoo is een van de bewoonde eilanden van het Kaafu-atol behorende tot de Maldiven.

## Demografie
Guraidhoo telt (stand maart 2007) 702 vrouwen en 816 mannen.